# Michael Wenning (Regisseur)
Michael Wenning (* 1965 in Leverkusen) ist ein deutscher Regisseur und ehemaliger Journalist.
In den späten 1980er und 1990er Jahren arbeitete Michael Wenning zunächst als Journalist. Dann zog er mit seiner Familie um nach Washington, D.C. 2007 kamen sie zurück nach Berlin.
Michael Wenning begann seine Karriere als freier Reporter und berichtete aus den Krisengebieten in Angola und Burma. Zehn Jahre lang war der Reporter für die ARD, lieferte sowohl internationale Beiträge wie zum Beispiel zum Golfkrieg, dem Rodney-King-Prozess in Chicago als auch innerdeutsche Stories mit politischem Hintergrund.
Seine Arbeit als TV-Regisseur begann Ende der 1990er Jahre, für die er immer wieder nach Deutschland kam, inszenierte hier beispielsweise Kanzleramt, GSG 9 – Ihr Einsatz ist ihr Leben sowie SOKO 5113.

## Filmografie
- 1987: Bürgerkrieg in Angola (Dokumentation, Regie und Co-Producer)
- 1988: Bürgerkrieg in Burma (Dokumentation, Regie und Co-Producer)
- 1997: High (Kurzfilm, Regie und Buch)
- 1998: SK-Babies (Fernsehserie, 2 Folgen)
- 1999: Der Clown (Fernsehserie, 2 Folgen)
- 1999: Urlaub im Orient (Fernsehfilm)
- 2000: Todesstrafe – Ein Deutscher hinter Gittern (Fernsehfilm, RTL)
- 2001: Viktor – Der Schutzengel (Fernsehserie, Sat.1, 2 Episoden)
- 2002: SK Kölsch (Fernsehserie, Sat.1, 3 Folgen)
- 2003: Wolffs Revier (Fernsehserie, Sat.1, 2 Folgen)
- 2004: Kanzleramt (Fernsehserie, ZDF, 3 Folgen)
- 2005: Com-Mu-Ni-Ty, Dokumentation, The American Institute of Architects, USA
- 2006: Das Urteil (Fernsehfilm, ZDF)
- 2006: SOKO 5113 (Fernsehserie, ZDF, 2 Folgen)
- 2006: Die Spezialisten: SOKO Rhein-Main (Fernsehserie, ZDF, 2 Folgen)
- 2006: Das Geheimnis von St. Ambrose (Fernsehfilm, ZDF)
- 2007: GSG 9 – Ihr Einsatz ist ihr Leben (Fernsehserie, Sat.1, 3 Folgen)
- 2010–2011: Der letzte Bulle (Fernsehserie, Sat.1, 9 Folgen)
- 2016: Unser Traum von Kanada: Alles auf Anfang
- 2016: Unser Traum von Kanada: Sowas wie Familie